# عظم حنكي
العظم الحنكي (بالإنجليزية: Palatine bone)‏ هو أحد عظام الجمجمة المزدوجة ويساهم بتشكيل الحنك الصلب. ينتمي العظمان الحنكيان تشريحيًا إلى العظام غير المنتظمة، ويشكلان جزءًا من هيكل الوجه لدى العديد من أنواع الحيوانات. يقعان فوق اللهاة في الحلق. يشكل عظما الحنك مع عظم الفك العلوي الحنك الصلب.

## البنية
يقع العظمان الحنكيان في الجزء الخلفي من التجويف الأنفي، بين الفك العلوي والناتئ الجناحي للعظم الوتدي. ويساهمان في تشكيل جدران ثلاثة أجواف هي: الجدران الوحشية وأرضية التجويف الأنفي، وسقف التجويف الفموي، وأرضية جوف الحجاج. يساهم عظما الحنك بتشكيل الحفرة الجناحية، والحفرة الجناحية الحنكية، والشق السفلي للحجاج. يشبه العظم الحنكي شكل حرف L، ويتكون من صفيحة أفقية وصفيحة عمودية وثلاث نواتئ بارزة. يتجه الناتئ الهرمي للعظم الحنكي نحو الخلف والوحشي من مكان اتصال الصفيحتين، ويتجه الناتئ الوتدي والناتئ الحجاجي إلى الأعلى من الصفيحة العمودية. يفصل بين هذين الناتئين ثلمة عميقة تدعى بالثلمة الوتدية الحنكية. تشكل الصفيحتان الأفقية والعمودية لعظم الحنك الجزء الخلفي من الحنك الصلب وأرضية الجوف الأنفي، وتتحدان من الأمام مع عظم الفك العلوي. تتمفصل الصفيحتان الأفقيتان ببعضهما البعض بالجزء الخلفي من الدرز الحنكي الناصف، ويتمفصلان من الأمام مع الفك العلوي بالدرز الحنكي المستعرض.
يتمفصل عظم الحنك عند الإنسان مع ستة عظام أخرى هي: العظم الوتدي، والعظم الغربالي، والفك العلوي، والمحارة الأنفية السفلية، والعظم الحاجزي، وعظم الحنك في الجهة المقابلة.
يحتوي عظم الحنك على ثقبتين مهمتين هما الثقبة الحنكية الكبيرة والصغيرة، تمر الأعصاب والأوعية الدموية عبر هذه الثقوب. تقع الثقبة الحنكية الكبيرة في الناحية الخلفية الوحشية لكل عظم حنكي، وبمستوى قمة الرحى العلوية الثالثة، ويمر عبرها العصب الحنكي الكبير وأوعية دموية. تقع الثقبة الحنكية الصغيرة بالقرب منها، ويمر عبرها العصب الحنكي الصغير وأوعية دموية لتغذية الحنك الرخو واللوزتين. ينفتح النفق الجناحي الحنكي عبر هاتين الثقبتين، وينقل الأعصاب الحنكية والأوعية الدموية النازلة من الحفرة الجناحية الحنكية إلى الحنك.

## الوظيفة
تصل الثقبة الوتدية الحنكية بين العظم الوتدي والناتئ الحجاجي لعظم الحنك، وتنفتح على التجويف الفموي، ويمر عبرها فروع عصبية للعقدة الجناحية الحنكية والشريان الوتدي الحنكي فرع الشريان الفكي.

## عظم الحنك عند بقية الحيوانات
يتألف عظم الحنك في الأسماك العظمية من الصفيحة العمودية فقط، وتوجد عند الحافة الداخلية للفك العلوي. يحمل السطح السفلي للعظم صفًا ثانيًا من الأسنان خلف أسنان الفك العلوي الأمامية. يمكن أن تكون الأسنان الخلفية أكبر حجمًا من أسنان الفك العلوي. تراجع عظم الحنك لدى معظم البرمائيات، ولكن لوحظ وجوده عند بعض الأنواع البدائية من رباعيات الأطراف. يوجد عظم الحنك في الضفادع والسمادل على شكل حاجز ضيق بين الفك العلوي والعظم الحاجزي. حافظت مستحاثات الزواحف الأولى على نفس النمط المشاهد في الفقاريات الأكثر بدائية. تغير شكل عظم الحنك لدى الثدييات أثناء التطور، وأصبح السطح السفلي من الحنك أكثر انحناءً، وتشكلت الصفيحة الأفقية، والتقى العظمان عند الخط الناصف للتجويف الفموي، وتشكل القسم الخلفي من الحنك الصلب ليفصل بين تجويف الفم والأنف، ويسهل التنفس أثناء تناول الطعام.
حدث تطور مواز بدرجات متفاوتة لدى العديد من الزواحف الحية، وبلغ هذا التطور ذروته في رتبة التمساحيات. تكون عظام الحنك منفصلة على امتداد الجوانب الخلفية للفك العلوي، ويكون لها مفصل متحرك مع الجمجمة في الطيور.
هناك العديد من الاختلافات بين الثدييات والبرمائيات والأنواع الأخرى. يأخذ عظم الحنك شكل حرف V مميز في العديد من البرمائيات كسمندل الجلد الخشن. تتحد الصفيحتان الأفقية والعمودية بزاوية 45 درجة لدى القطط.